# Wybory parlamentarne we Francuskim Terytorium Afarów i Isów w 1973 roku
Wybory parlamentarne we Francuskim Terytorium Afarów i Isów odbyły się 17 listopada 1973 roku. Zwyciężyła w nich grupa kandydatów zgromadzonych pod wspólną nazwą „Większość” (fr. Majorité). Frekwencja wyborcza wyniosła 75,6%.
Zwycięska „Większość” (fr. Majorité), wspieraną była przez rząd Ali Afera Bourhana i większość Afarów. Druga co do wielkości grupa kandydatów to „Opozycja Moderowana” (fr. Opposition moderée) wspierana przez Hasana Guleda Aptidona (lidera opozycji, późniejszego prezydenta kraju) oraz Issów i Somalijczyków. Trzecią grupą kandydatów była „Twarda Opozycja” (fr. Opposition dure).
Francuskie Terytorium Afarów i Isów to dawna kolonia francuska istniejąca w latach 1967–77. W roku 1977 kolonia ta uzyskała niepodległość. Dzisiaj znana pod nazwą Dżibuti.

## Wyniki
| Nazwa partii                             | Głosy  | Procent | Mandaty | +/- |
| ---------------------------------------- | ------ | ------- | ------- | --- |
| Większość (Majorité)                     | 26 852 | 75,9%   |         |     |
| Opozycja Moderowana (Opposition moderée) | 5 332  | 15,1%   |         |     |
| Twarda Opozycja (Opposition dure)        | 3 214  | 9,0%    |         |     |
| głosy nieważne                           | 443    | -       |         |     |
| SUMA (frekwencja 75,6%)                  | 35 841 | 100,0%  |         |     |